# Alto de Pinheiros
Alto de Pinheiros es un distrito ubicado en la zona oeste de la ciudad de Sao Paulo, Brasil. Administrativamente pertenece a la subprefectura de Pinheiros. 

## Distritos limítrofes
- Vila Leopoldina, Lapa y Perdizes (norte)
- Pinheiros (sureste)
- Butantã (sur)
- Jaguaré (oeste)